# Кирово (Речицкий район)
Кирово (бел. Кірава) — деревня в Жмуровском сельсовете Речицкого района Гомельской области Белоруссии.

## География

### Расположение
В 4 км на юг от районного центра и железнодорожной станции Речица (на линии Гомель — Калинковичи), 54 км от Гомеля.

## Транспортная сеть
На автодороге Речица — Лоев. Планировка состоит из прямолинейной короткой улицы, ориентированной с юго-востока на северо-запад. Застройка деревянная, односторонняя, усадебного типа.

## История
Основана в 1920-х годах переселенцами из соседних деревень. В 1932 году организован колхоз. 4 жителя погибли на фронтах Великой Отечественной войны. Согласно переписи 1959 года в составе колхоза «40 лет Октября» (центр — деревня Бронное).

## Население

### Численность
- 2004 год — 25 хозяйств, 73 жителя.

### Динамика
- 1959 год — 72 жителя (согласно переписи).
- 2004 год — 25 хозяйств, 73 жителя.